# Tuao
Tuao es un municipio filipino de primera categoría perteneciente a  la provincia de Cagayán.

## Geografía
Tiene una extensión superficial de 215.50 km² y según el censo del 2007, contaba con una población de 57.154 habitantes, 57.620 el día primero de mayo de 2010

### Barangayes
Tuao se divide administrativamente en 32 barangayes o barrios, 30 de  carácter rural y solamente uno  de carácter urbano.
| - Accusilian - Alabiao - Alabug (Food Basket of Tuao) - Angang - Bagumbayan - Barancuag - Battung - Bicok - Bugnay - Bulagao - Cagumitan - Cato *Centro 1 *Centro 2 - Culong - Dagupan - Fugu - Lakambini | - Lallayug - Malummin - Mambacag - San Vicente - Mungo - Naruangan - Palca - Pata - San Juan - San Luis (Gurengad) - Santo Tomas - Taribubu - Villa Laida - Malalinta |